# Love You Till Tuesday (album)
| Recensione   | Giudizio |
| ------------ | -------- |
| AllMusic     |          |
| Sputnikmusic |          |

Love You Till Tuesday è una raccolta dell'artista inglese David Bowie, pubblicata dalla Deram Records nel 1984.
Il disco, che contiene materiale relativo al periodo 1966-1969, venne pubblicato come colonna sonora dell'omonimo video album uscito in VHS il mese successivo, anche se include alcuni brani che nel video non sono presenti: The London Boys, The Laughing Gnome e Liza Jane.
Uscito in Europa, Stati Uniti, Australia e Giappone, riuscì ad arrivare al 53º posto in classifica nel Regno Unito.
Nel 1992 Love You Till Tuesday venne nuovamente distribuito dalla Pickwick Records in versione CD con alcune variazioni.

## Il disco
Oltre ai brani già citati, la raccolta è degna di nota per la presenza di due tracce inedite, Ching-a-Ling e When I'm Five, e dell'incisione originale di Space Oddity effettuata il 2 febbraio 1969 ai Morgan Studios di Willesden, anche questa mai pubblicata prima.
Da segnalare anche Let Me Sleep Beside You, già presente nella raccolta The World of David Bowie del 1970, le versioni 45 giri di Rubber Band e Love You Till Tuesday e due brani tratti dall'album di debutto in versione remixata, Sell Me a Coat e When I Live My Dream.
Nel 1992 venne distribuita in versione CD con alcune differenze, oltre che con una diversa track listing: le versioni di Love You Till Tuesday, Sell Me a Coat e When I Live My Dream tratte dall'album David Bowie e quelle integrali di Ching-a-Ling e Space Oddity, che nell'edizione in vinile avevano una durata ridotta.

### Gli inediti
Ching-a-Ling - Bowie registrò questo brano con la supervisione di Tony Visconti ai Trident Studios di Londra il 24 ottobre 1968, insieme alla sua compagna di allora Hermione Farthingale e al chitarrista John Hutchinson, che con David formavano il trio chiamato Feathers. La versione completa, inclusa solo nella versione CD della raccolta, comprendeva tre strofe cantate a turno e Hutchinson mostrò di non gradire l'atmosfera di quella sessione: «Visconti voleva che cantassi in una tonalità molto più acuta, alla quale non ero abituato», ricordò in seguito, «l'ho trovato piuttosto scostante e non andavamo molto d'accordo». L'idea di pubblicare la canzone come 45 giri venne presto abbandonata e il riff sarebbe stato ripreso un paio d'anni dopo in Saviour Machine. Nell'aprile 1969 Bowie e Hutchinson registrarono una nuova versione acustica di Ching-a-Ling. «Questa è una versione in duo», spiegò David all'inizio del nastro con l'aria di volersi scusare, prima di fare una digressione e rivelare che Hermione era partita per gli Stati Uniti. Una versione riveduta, priva della strofa iniziale cantata da Bowie, venne usata per il video album e per l'edizione in vinile della raccolta e nel 1997 è stata inclusa in The Deram Anthology 1966-1968.
When I'm Five - È una tipica composizione giovanile di Bowie in forma di monologo, nel quale un bambino riflette sui misteri della vita con allusioni all'aspetto tragico della realtà quotidiana, piuttosto frequenti in quel periodo nei suoi testi. Il brano fu mandato in onda nella sessione BBC registrata il 13 maggio 1968 per il programma Top Gear, versione presente nella raccolta e unica incisione completa esistente. Alla fine dell'anno il cantante la incluse nella presentazione del suo spettacolo di cabaret e nell'aprile 1969 ne fu inciso un demo con John Hutchinson. Una cover fu pubblicata sempre nel 1969 come lato B del singolo Little Boy dal gruppo The Beatstalkers, il cui manager era Kenneth Pitt, lo stesso di David.

## Tracce
Testi e musiche di David Bowie, tranne dove diversamente indicato.
Lato A
1. Love You Till Tuesday (versione 45 giri, 1967) – 2:59
2. The London Boys (lato B di Rubber Band, 1966) – 3:18
3. Ching-a-Ling (inedita, 1968) – 2:02
4. The Laughing Gnome (45 giri, 1967) – 3:03
5. Liza Jane (45 giri, 1964) – 2:14 (Leslie Conn)
6. When I'm Five (inedita, 1968) – 2:07

Durata totale: 15:43
Lato B
1. Space Oddity (prima incisione ufficiale, 1969) – 3:45
2. Sell Me a Coat (da David Bowie, 1967 - variante della registrazione originale) – 2:53
3. Rubber Band (versione 45 giri, 1966) – 2:05
4. Let Me Sleep Beside You (da The World of David Bowie, 1970) – 3:25
5. When I Live My Dream (da David Bowie, 1967 - versione riarrangiata da Ivor Raymonde) – 3:55

### Riedizione in CD del 1992
1. Space Oddity (versione integrale) – 4:31
2. Love You Till Tuesday (da David Bowie, 1967) – 3:09
3. When I'm Five – 3:03
4. Ching-a-Ling (versione integrale) – 2:51
5. The Laughing Gnome – 2:55
6. Rubber Band – 2:18
7. Sell Me a Coat (da David Bowie, 1967) – 2:58
8. Liza Jane – 2:14 (L. Conn)
9. When I Live My Dream (da David Bowie, 1967) – 3:23
10. Let Me Sleep Beside You – 3:24
11. The London Boys – 3:20